# V448 Близнецов
V448 Близнецов (лат. V448 Geminorum) — двойная затменная переменная звезда типа W Большой Медведицы (EW) в созвездии Близнецов на расстоянии приблизительно 2 926 световых лет (около 897 парсек) от Солнца. Видимая звёздная величина звезды — от +12,6m до +12m. Орбитальный период — около 0,6442 суток (15,46 часа). Возраст звезды определён как около 1,4 млрд лет.

## Характеристики
Первый компонент — жёлто-белая звезда спектрального класса F. Масса — около 1,5 солнечной, радиус — около 1,76 солнечного, светимость — около 8,318 солнечных. Эффективная температура — около 6866 К.
Второй компонент — жёлто-белая звезда спектрального класса F.